# Sollerup
Sollerup település Németországban, Schleswig-Holstein tartományban. Lakosainak száma 475 fő (2023. december 31.).

## Népesség
A település népességének változása:
| Lakosok száma | 461  | 487  | 487  | 477  | 479  | 475  |
|               | 1975 | 2017 | 2019 | 2021 | 2022 | 2023 |